# Rivière Antoine (Arkansas)
Pour les articles homonymes, voir Rivière Antoine et Antoine.
La rivière Antoine est un cours d'eau qui coule dans l'État de l'Arkansas aux États-Unis et un affluent de la Little Missouri, donc un sous-affluent du Mississippi par l'Ouachita et la Rivière Rouge du Sud.

## Géographie
D'une longueur supérieure à 47 km, la rivière Antoine prend sa source dans les montagnes Ouachita. Elle traverse le comté de Pike puis longe la limite du comté de Clark. Elle arrose la ville d'Antoine avant d'aller rejoindre la rivière Little Missouri dont elle est le principal affluent.
Les eaux de la rivière Antoine contribuent au bassin fluvial du fleuve Mississippi.

## Étymologie
Son nom lui fut donné par les trappeurs français et coureurs des bois canadiens-français quand ils arpentaient cette région septentrionale de la Louisiane française et des Grands Lacs, à l'époque de la Nouvelle-France en mémoire d'un des leurs nommé Antoine et qui mourut en ce lieu et fut enterré sur une colline dominant la rivière. Aujourd'hui un cimetière se dresse à cet endroit de la ville d'Antoine surplombant la rivière Antoine.